# Novalja
Novalja es una ciudad de Croacia en el condado de Lika-Senj.

## Geografía
Se encuentra a una altitud de 9 m s. n. m. a 234 km de la capital nacional, Zagreb.

## Demografía
En el censo 2011 el total de población de la ciudad fue de 3 663 habitantes, distribuidos en las siguientes localidades:
- Caska - 25
- Gajac -  84
- Kustići -  139
- Lun -  307
- Metajna -  236
- Novalja - 2 358
- Potočnica -  11
- Stara Novalja - 286
- Vidalići - 22
- Zubovići - 195

| Gráfica de población de Novalja 1857-2011                           |
|                                                                     |
| Según los censos de población de la oficina estadística de Croacia. |